# Isenburger Rose

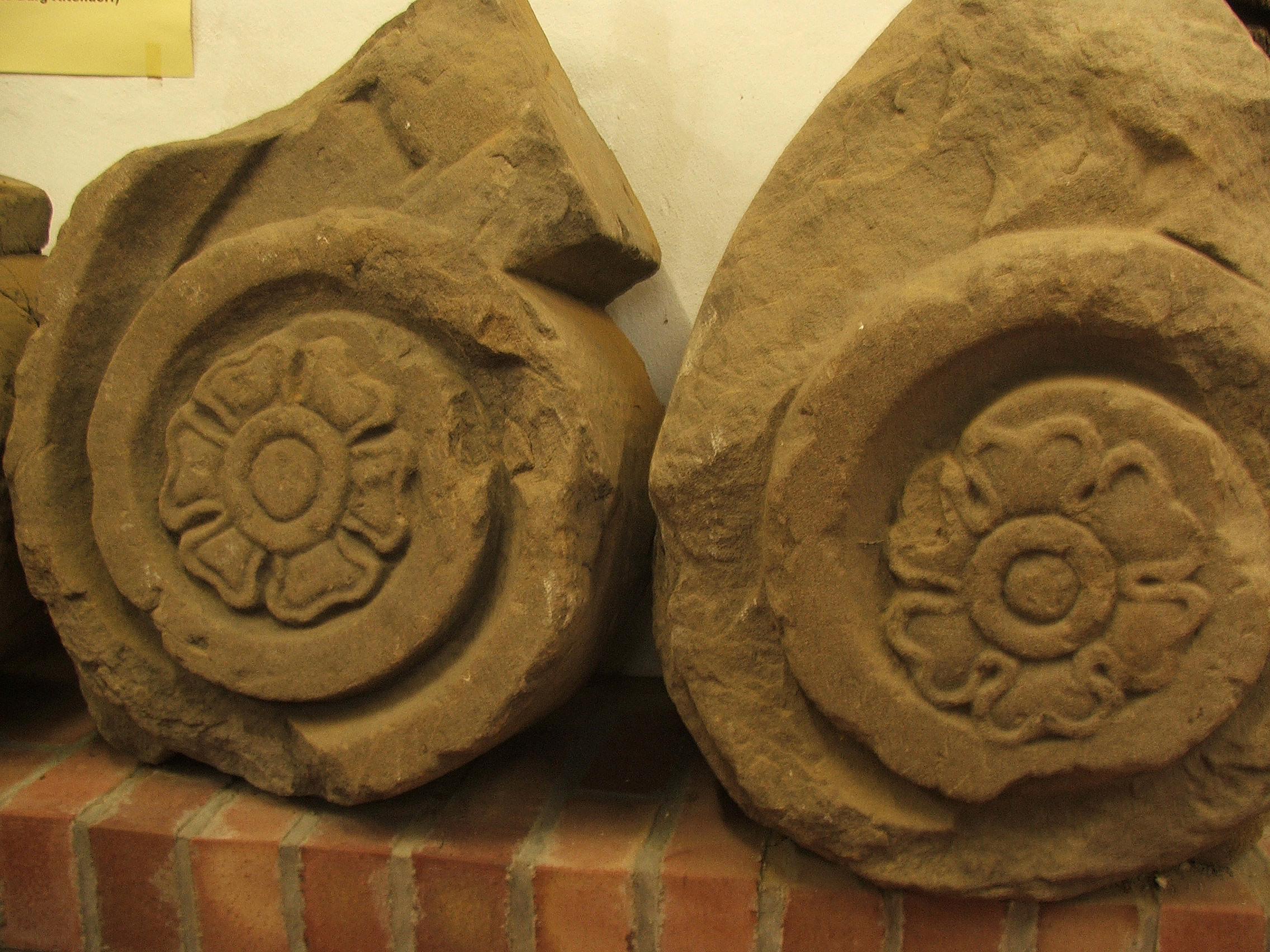
Isenburger Rose als Zeichen auf einem Stein von der Isenburg bei Hattingen

Die Isenburger Rose, auch als Isenberger Rose bezeichnet, war das Wappenzeichen von Friedrich von Isenberg. Angenommen hatte dieses Wappen bereits sein Vater, Arnold von Altena. Als gemeine Figur in der Heraldik war sie im silbernen Wappenschild eine doppelt gefüllte rote Rose mit goldenem Butzen. Friedrichs Sohn Dietrich führte es in seiner Nebenlinie Isenberg-Limburg weiter. 1297 wurde es vom frei werdenden Wappen des Hauses Limburg (Maas) abgelöst.
Ein blauer Turnierkragen, mit drei Stegen über das Wappen gelegt, war für die Abstammungslinien von Isenburg das Zeichen unehelicher Geburt.
Das Amt Blankenstein nimmt die lokale Geschichte ins Wappen. Es zeigt die gestürzte (kopfstehende) Rose des Grafen Friedrich von Isenberg (Friedrich entstammte dem Geschlecht der Grafen von Berg) und den Schachbalken des märkischen Wappens, zwei silberne Wechselzinnenbalken, also mehrfach im Zinnenschnitt geteilt, in rotem Schild, vereint.
Zum weiteren Verbleib des Wappens siehe Limburgischer Löwe. 1225 wurde von Graf Heinrich das Wappen durch den Limburger Löwen mit Turnierkragen und ohne Kragen durch Adolf VIII. 1308 abgelöst. Später wurde der Bergische Löwe daraus.